# Fêtes et jours fériés au Japon

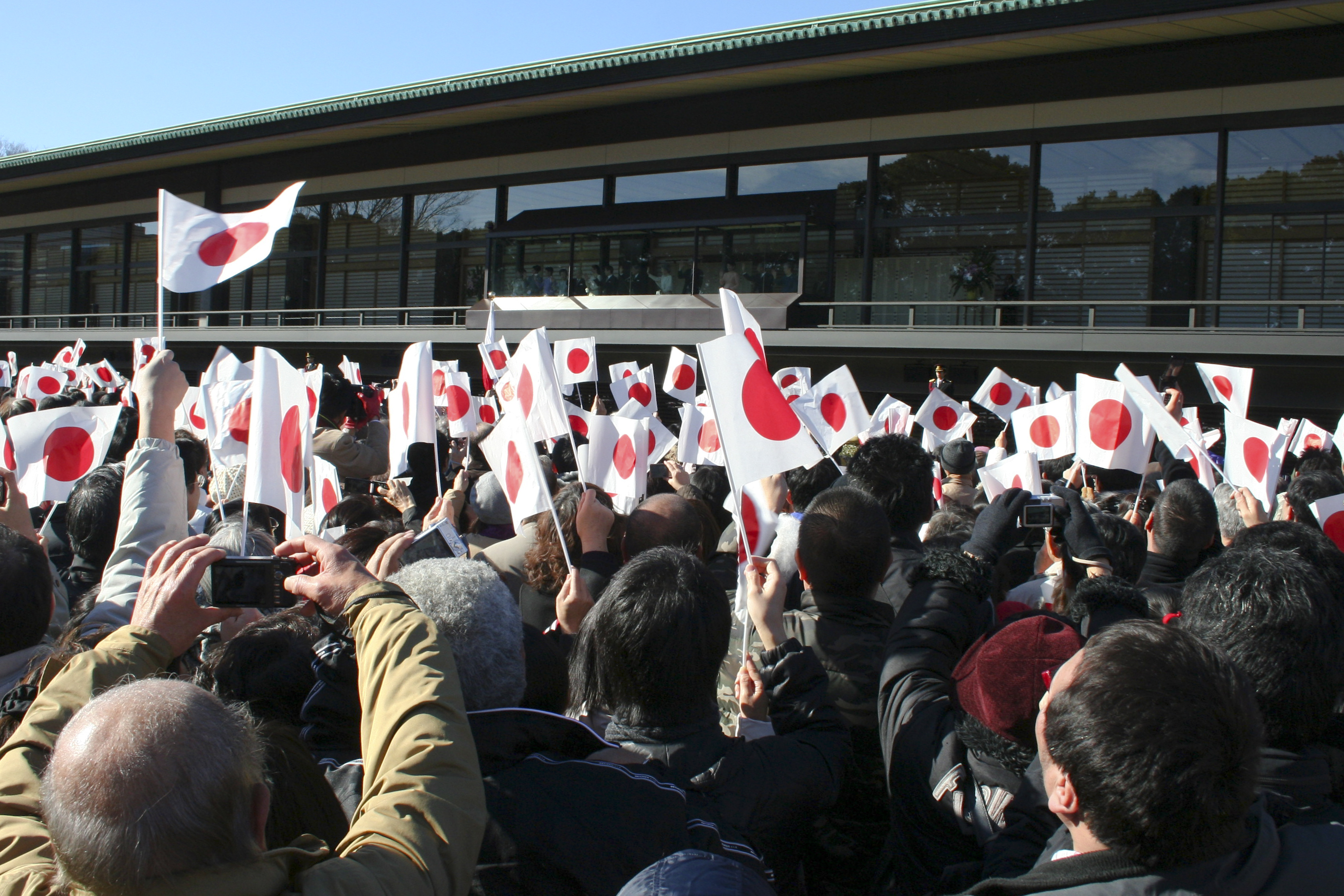
Célébration de l’anniversaire de l’empereur.

Le Japon est un des pays au monde à posséder le plus de fêtes et de jours fériés (16 jours fériés). Ils proviennent pour la plupart des rites des deux grandes croyances japonaises que sont le shintoïsme et le bouddhisme au Japon.

## Législation
Les jours fériés (国民の祝日) sont déterminés par la Loi sur les jours fériés (国民の祝日に関する法律) de 1948 qui établit alors 9 jours fériés. Elle a été amendée 11 fois pour ajouter ou réorganiser les jours fériés, la dernière fois en 2018, portant leur nombre à 16. L'article 3 prévoit que si le jour férié tombe un dimanche, le jour ouvrable suivant devient férié. Par ailleurs, si un jour ouvrable se trouve entre deux jours fériés, il devient férié sous le nom de Jour férié citoyen (国民の休日). C'était notamment le cas du 4 mai, situé entre la Commémoration de la constitution et le Jour des enfants, jusqu'à ce qu'il devienne formellement férié en tant que Midori no hi en 2007.
Si la plupart des entreprises s'alignent sur ce calendrier, le Code du travail n'impose pas que ces jours soient chômés et les entreprises peuvent adopter un calendrier de jours fériés différent,.
À partir de 2000, le gouvernement met en place le système Happy Monday (en), déplaçant certains jours fériés à un lundi pour instituer des week-ends d'au moins 3 jours.
- Seijin no hi : déplacé du 15 janvier au 2e lundi de janvier,
- Umi no hi : déplacé du 20 juillet au 3e lundi de juillet,
- Keirō no hi : déplacé du 15 septembre au 3e lundi de septembre,
- Supōtsu no hi : déplacé du 10 octobre au 2e lundi d'octobre.

À partir de 2006, Shōwa no hi remplace Midori no hi le 29 avril (anniversaire de l'empereur Shōwa). Midori no hi est déplacé au 4 mai.
En 2013, le parlement ajoute Yama no hi le 11 août suite au lobbying du Club alpin japonais, effectif à partir de 2014,.

## Jours fériés et célébrations d'ampleur nationale
- Les jours fériés sont notés en gras.
- Les noms en italiques sont des traductions littérales.
- « … no hi » signifie « le jour de … »

### Janvier
- 1er janvier : Nouvel An japonais (元日?, Ganjitsu)
- 7 janvier : Nanakusa (七草?)
- 11 janvier : Kagami biraki (鏡開き?)
- 2e lundi de janvier : Seijin no hi (成人の日), Jour de l'accès à la majorité
- 15 janvier : Koshōgatsu (小正月)
- 15 janvier : Sagichō (左義長)

### Février
- 3 ou 4 février : Setsubun (節分), Fête du début du printemps selon le calendrier luni-solaire japonais
- 11 février : Kenkoku kinen no hi (建国記念の日), Anniversaire de la fondation de l'État
- 14 février : Saint-Valentin ; ce jour-là, les filles offrent du chocolat aux garçons qui répondent le 14 mars en offrant un cadeau en retour.
- 23 février : Tennō Tanjōbi (天皇誕生日), Anniversaire de l'empereur Reiwa

### Mars
- 3 mars : Hina Matsuri (雛祭り), Fête des poupées
- 14 mars : White Day, les garçons offrent un cadeau aux filles en réponse à la Saint-Valentin
- 19, 20 ou 21 mars : Shunbun no hi (春分の日), Jour de l'équinoxe de printemps

### Avril
- 8 avril : Hana matsuri, Fête des fleurs
- 29 avril : Shōwa no hi (昭和の日), Anniversaire de l’Empereur Shōwa

### Mai
- 1er mai : Premier Mai (メーデー?), manifestations syndicales, notamment dans le cadre du shuntō
- 3 mai : Kempō Kinenbi (憲法記念日), commémoration de la Constitution
- 4 mai : Midori no hi (みどりの日), Fête de la nature
- 5 mai : Kodomo no hi (こどもの日), Jour des enfants

La succession de jours chômés le 29 avril et entre le 3 et 5 mai, associés aux week-ends proches constitue la Golden Week, pendant laquelle de nombreux japonais partent en vacances.

### Juin
- 1er juin : Koromogae, changement d'uniforme.

### Juillet
- 7 juillet : Tanabata matsuri, Fête des étoiles
- 3e lundi de juillet : Umi no hi (海の日?), Jour de la mer

### Août
- 11 août : Yama no hi (山の日?), Jour de la montagne (depuis 2016)[7]
- 13 ~ 16 août : O-Bon (お盆?), Fête des Morts (dans la plupart des préfectures)

La période d'O-Bon est l'occasion de nombreux départs en vacances ou réunions famililales. Certaines entreprises sont fermées cette semaine-là.

### Septembre
- mi-septembre : Tsukimi, fête de la mi-automne
- 3e lundi de septembre : Keirō no hi (敬老の日?), Journée du respect pour les personnes âgées
- 22 ou 23 septembre : Shūbun no hi (秋分の日?), le Jour de l'équinoxe d'automne

Les jours fériés de septembre étant proches selon les années, on parle de Silver Week (en).

### Octobre
- 1er octobre : Koromogae, changement de garde-robe.
- 2e lundi d'octobre : Supōtsu no hi (en) (スポーツの日?), Jour du sport

### Novembre
- 3 novembre : Bunka no hi (文化の日?), Jour de la culture
- 23 novembre : Kinrō Kansha no hi (勤労感謝の日?), Fête du travail

### Décembre
- 25 décembre : Noël
- 31 décembre : Ōmisoka : réveillon du Jour de l’an

## Fêtes non fériées d'ampleur nationale

### Hina Matsuri(雛祭り,Hina matsuri?)
Autres noms :  Sangatsu sekku (festival du 3e mois), Momo sekku (festival des fleurs de pêcher), Joshi no sekku (fête des petites filles).
Pour la fête des poupées, les familles prient pour le bonheur et la prospérité de leurs petites filles, mais également pour s'assurer qu'elles grandissent belles et en bonne santé. Les célébrations se déroulent dans les maisons ainsi qu'en bord de mer. Ces deux lieux permettent de repousser les mauvais esprits de la fillette. Les petites filles mettent leur plus beau kimono et rendent visite à leurs amis. On dispose des hina ningyō (poupées hina représentant l'empereur et l'impératrice, leurs domestiques ainsi que les musiciens en costume de l'ancienne cour) sur un autel à plusieurs niveaux. Les familles célèbrent ce rite en mangeant des hishi mochi (gâteaux de riz en forme de diamant) et en buvant du shirozake (malt de riz au saké).

### Tanabata(七夕?)
Cette fête est est issue du folklore chinois où deux étoiles, Orihime (Véga) et Hiko-boshi (Altaïr), étaient amantes mais ne pouvaient se rencontrer qu'une fois par an, le septième jour du septième mois lunaire. Elles se trouvaient le reste du temps séparés par une rivière infranchissable, la Voie lactée. Cette fête a pris le nom de Tanabata en référence à une tisserande, Orihime, issue des légendes japonaises et connue pour concevoir des habits destinés aux dieux. Les Japonais écrivent souvent leurs vœux et aspirations amoureuses sur une longue et fine bande de papier coloré puis la suspendent aux branches de bambou avec d'autres petits ornements.

### O-Bon(お盆,Obon?)
Rite bouddhiste honorant les esprits des ancêtres. Un autel des âmes (shōryōdana) est placé devant le butsudan (sanctuaire bouddhiste) pour accueillir les esprits des ancêtres. Pour ce faire, un prêtre peut venir lire des sutras (tanagyō). Le nettoyage des cimetières fait partie des préparations coutumières précédant ce retour des ancêtres. Le feu de bienvenue (mukaebi), allumé le 13, et le feu d'adieu, allumé le 15 et le 16, ont pour but d'illuminer leur chemin afin de les guider. Dans certaines régions, des figurines faites avec des cocombres et des aubergines sont construites, dans le but d'aider les morts à passer d'un monde à l'autre.
La date varie selon les régions. La majorité des célébrations d'O-bon a lieu autour du 15 août mais dans la région du Kanto, c'est autour du 15 juillet.

### Shichi-go-san(七五三,Shichi-go-san?)
Les enfants de trois ans, les garçons de cinq ans et les filles de sept ans se rendent au sanctuaire local afin de prier pour leur sécurité et santé future. Le festival est issu d'une croyance sur les enfants d'un certain âge qui auraient besoin d'une protection divine car ils attireraient la mauvaise chance à certains âges. Les enfants revêtissent un kimono pour cette occasion et, après leur visite au temple, de nombreuses personnes y achètent le chitose ame (« sucrerie de mille ans »).

### Ōmisoka(大晦日,Ōmisoka?)
En préparation de la nouvelle année, les Japonais font un grand nettoyage de leur logement (ōsōji) en se débarrassant des influences impures. Un grand nombre d'entre eux visitent les temples bouddhistes pour y entendre la cloche sonner 108 fois à minuit (joya no kane) qui annonce le passage à l'année suivante. Ce nombre est lié à une croyance bouddhiste au sujet des êtres humains qui seraient rongés par 108 désirs ou passions matérielles (bonnō). À chaque son de cloche, un désir est dissout. Il est d'usage de déguster des toshikoshi soba (年越し蕎麦, litt. soba de passage de l'année) dans l'espoir que la chance de la famille s'étende autant que les longues nouilles.

## Fêtes saisonnières

### Hanami(花見?)

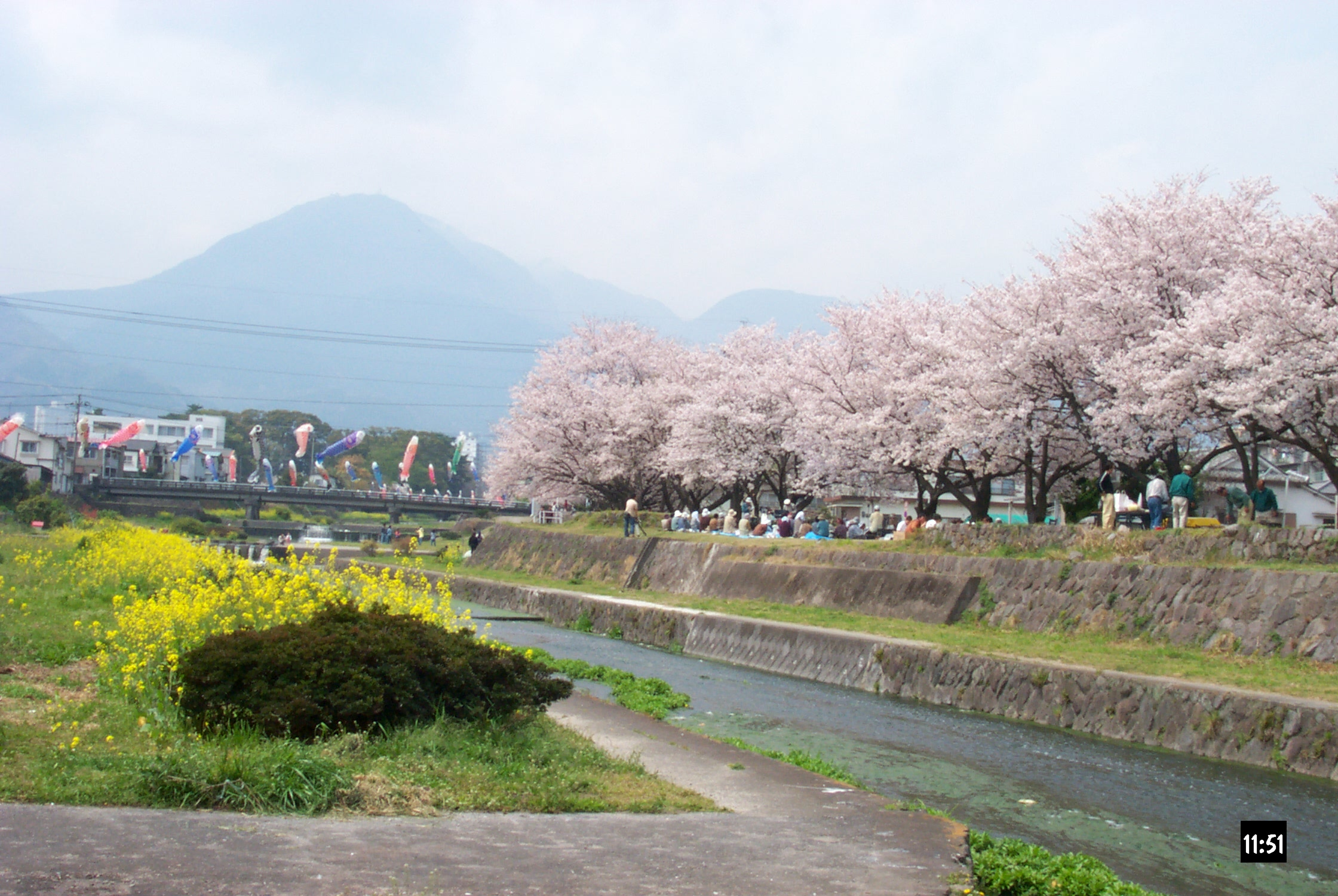
Hanami le long de la rivière Sakai à Beppu dans la préfecture d’Ōita.

Pendant les mois de mars et d'avril, de nombreuses excursions, pique-niques et pots sont organisés dans les parcs et édifices favorables à l'observation des fleurs, notamment celles des cerisiers. Dans quelques régions, l'observation des fleurs de pêcher accompagne celle des cerisiers. On organise des hanami à date fixe dans plusieurs lieux. Il s'agit de l'évènement le plus populaire du printemps. La contemplation des fleurs a toujours tenu une place fondamentale en littérature, danse et dans le domaine des beaux-arts. Cet évènement est couramment accompagné de jeux, de chansons et danses folkloriques, d’expositions de fleurs, de promenades, de défilés, de concerts, de spectacles de kimono, de concours de beauté, d’étals de nourriture et de cérémonies religieuses. Les familles sortent le weekend afin de voir les fleurs de cerisier et pour participer aux festivals ou aux diverses activités.
L'avancement de la progression de la floraison sur l'ensemble du pays est suivi par front de floraison des cerisiers.

### Kōyō(紅葉?)
Le kōyō est la pratique de visiter des sites pittoresques où les feuilles des arbres se parent de rouge à l'automne. Cette pratique a débuté à l'époque de Heian en tant que passe-temps.

## Jours fériés exceptionnels
En plus des jours fériés listés au-dessus, certains événements liés à la famille impériale peuvent être l'occasion de jours fériés exceptionnels. Depuis 1948, 6 événements ont donné lieu à des jours fériés de ce type :
- 10 avril 1959 : mariage du prince impérial Akihito ;
- 24 février 1989 : funérailles nationales de l'empereur Shōwa ;
- 12 novembre 1990 : cérémonie officielle de couronnement de l'empereur Heisei ;
- 9 juin 1993 : mariage du prince impérial Naruhito ;
- 30 avril 2019 : abdication de l'empereur Heisei ;
- 22 octobre 2019 : cérémonie officielle de couronnement de l'empereur Reiwa.

Par ailleurs, en prévision des Jeux olympiques et paralympiques de Tokyo de 2020, Umi no hi, Supōtsu no hi et Yama no hi ont été déplacés aux 23, 24 juillet et 10 août respectivement. La mesure a été renouvelée en en 2021 suite au décalage des Jeux, les mêmes jours étant déplacés au 22, 23 juillet et 9 août respectivement.